# Ибикаре
Ибикаре (порт. Ibicaré)  —  муниципалитет в Бразилии, входит в штат Санта-Катарина. Составная часть мезорегиона Запад штата Санта-Катарина. Входит в экономико-статистический  микрорегион Жоасаба. Население составляет 3329 человек на 2006 год. Занимает площадь 150,512 км². Плотность населения — 22,1 чел./км².

## Статистика
- Валовой внутренний продукт на 2003 составляет 48.498.085,00 реалов (данные: Бразильский институт географии и статистики).
- Валовой внутренний продукт на душу населения на 2003 составляет 14.069,65 реалов (данные: Бразильский институт географии и статистики).
- Индекс развития человеческого потенциала на 2000 составляет 0,804 (данные: Программа развития ООН).